# 2030
2030 (MMXXX) là một năm thường bắt đầu vào Thứ ba của lịch Gregory, năm thứ 2030 của Công nguyên hay của Anno Domini, the năm thứ 30  của thiên niên kỷ 3 and the thế kỷ 21, và năm thứ  1   của thập niên 2030. 

## Sự kiện sắp diễn ra
- Giải vô địch bóng đá thế giới 2030.[1]
- Mục tiêu phát triển bền vững cho năm 2030 của Liên Hợp Quốc.[2]
- Triển lãm toàn cầu sẽ được tổ chức ở Riyadh, Ả Rập Saudi.[3]